# Круг, Барбара
Барбара Круг (нем. Barbara Krug; род. 6 мая 1956, Лейпциг) — восточно-германская бегунья на короткие дистанции, победительница розыгрышей Кубков Европы и мира, серебряный призёр летних Олимпийских игр 1980 года в Москве.

## Карьера
Специализировалась в беге на 400 метров. Победительница розыгрыша Кубка Европы 1977 года в Хельсинки в эстафете 4×400 метров (3.23,70 с). В том же году в Дюссельдорфе сборная ГДР, в составе которой выступала Круг, победила в этой же дисциплине в розыгрыше Кубка мира (3.24,04 c).
На Олимпиаде в Москве сборная ГДР (Круг, Габриеле Лёве, Кристина Латан и Марита Кох) завоевала олимпийское серебро с результатом 3.20,35 с, пропустив вперёд сборную СССР (3.20,12 с).